# 李璜
李 璜（り こう）は、中華民国（台湾）の政治家・文学者・歴史学者。字は幼椿、号は学純。中国青年党結成メンバーの一人で、後年、同党の主席を務めた。祖籍は陝西省西安府三原県（現：咸陽市）。

## 事跡

### 中国青年党の結成
13歳の時に成都洋務局英法文官学堂に入学する。1914年（民国3年）、私立震旦学院でフランス語を学んだ。このとき、曽琦・左舜生と知り合っている。1918年（民国7年）9月、少年中国学会に加入した。1919年（民国8年）、フランスに留学してパリ大学に入学、文学修士号を取得した。フランスに在った間、李璜は曽琦らとパリ通信社を創設している。
1923年12月、曽琦らと協力してパリで中国青年党を結成し、李璜は外務部長となった。翌年7月に帰国し、国立武昌大学で教官となった。同年10月、曽琦と共に上海で青年党機関紙『醒獅』を創刊している。1925年（民国14年）9月、国立北京大学の教官となった。1926年（民国15年）8月1日、青年党の第1回全国代表大会が上海で開催され、李璜は中央執行委員に選出された。1929年（民国18年）には、党校である知行学院が創設され、李璜がこれを主宰している。

### 戦中・戦後の活動
満洲事変（九・一八事変）勃発後の1931年（民国20年）12月、李璜は青年党の左舜生・陳啓天、さらに熊希齢・馬相伯・黄炎培といった名士たちと協力して中華民国国難救済会を結成した。1934年（民国23年）、四川省に戻り、安撫委員会を組織している。
日中戦争（抗日戦争）が勃発すると、李璜は国防最高委員会参議会委員に招聘された。1938年（民国27年）、漢口で『新中国報』という新聞を創刊する。その後、武昌大学、北京大学、成都大学で歴史学教授を歴任した。また同年6月から、第1期国民参政会参政員に選出され、以後第4期まで4期連続連続で務めている。
1945年（民国34年）4月、李璜はサンフランシスコ会議に中国代表団代表の一人として派遣され、国連憲章起草委員にも任ぜられた。1946年（民国35年）11月、制憲国民大会代表となった。1947年（民国36年）4月、王雲五の後任として国民政府経済部長に任命されたが、実際には就任できなかった（5月に陳啓天が後任となる）。

### 台湾での晩年
1948年（民国38年）、李璜は総統府資政となり、さらに青年党代理主席となる。1950年（民国39年）からは香港に移り、しばらくは著作・教育活動に従事した。1951年に曽琦が死去すると、李璜が青年党の最高指導者となる。しかし李璜は引き続き香港に留まり、台湾に移った青年党を直接指導しようとはしなかったため、以後党内は長く分裂状態となる。1962年（民国51年）、李璜は珠海学院教授となる。1967年からは渡米して、やはり教師として活動している。
1969年（民国58年）春、青年党の重鎮である左舜生の要請を受け、ようやく李璜は台湾に移った。同年、青年党第12期代表大会で李璜は余家菊・左舜生・陳啓天・胡国偉と共に正式に主席に選出され（5人の主席による集団指導体制）、中央党部も成立し、青年党は一応の安定を見ることになった。1979年（民国68年）の党第13期代表大会では李璜と陳啓天の2人で主席に選出され双頭体制となる。1983年（民国72年）の第14期代表大会では、李璜が単独で主席に選ばれた（続く1988年（民国77年）の第15回代表大会でも同様）。1984年（民国73年）9月、蔣経国から招聘されて総統府資政に就任した。1990年（民国79年）には、李登輝から国家統一委員会委員に任命されている。
1991年（民国80年）11月15日、台北市にて死去。享年97。著書に『フランス文学史』、『国家主義の教育』、『欧州古代文化史（原文「欧州遠古文化史」）』、『フランス漢学論集』などがある。